# Влад Плахотнюк
Влад (Володимир) Плахотнюк (рум. Vladimir Plahotniuc, Vlad Plahotniuc, нар. 1 січня 1966, Пітушка) — молдовський олігарх і політик, перший віцеспікер парламенту Молдови з 30 грудня 2010 до 15 лютого 2013. Двічі депутат молдовського парламенту: з грудня 2010 по жовтень 2013 і з грудня 2014 року по 30 липня 2015.
Планував переорієнтувати політику Молдови на Росію шляхом федералізації республіки. При цьому, на думку Кремля, політика Плахотнюка і Демократичної партії вважалася антиросійською.

## Освіта
Народився у молдовському селі Пітушка Калараського району. 1983 року закінчив з золотою медаллю школу в селі Грозешть Ніспоренського району. 1991 року закінчив факультет технологій харчової промисловості Молдовського технічного університету, бакалавра у галузі машинобудування. У 2002 році здобув у тому самому університеті ступінь магістра бізнесу. 2006 року здобув ступінь магістра в галузі цивільного права у Молдовському університеті європеїстики.

## Кар'єра
1991—1993 — фахівець Центру з профілактики та реабілітації неповнолітніх правопорушників «Мінор» при мерії Кишинева. Був економістом у молдовському ТОВ «Euro EstHundel», а також у ТОВ «Voyage». У 1995—1998 роках заснував молдовсько-американську фінансову групу «Angels», якою керував до 2001 року. З 2001 по 2010 рік обіймав посаду комерційного директора, а потім був генеральним директором АТ «Petrom Moldova», що займається імпортом та збутом нафти. Від 2005 року призначений заступником голови правління одного з провідних банків Молдови — комерційного банку «Вікторіабанк», ставши у 2006 році його головою до січня 2011 року. Відтоді він одноосібно визначав політичне життя Молдови.
У ході протестів у Молдові 2015–16 відбулися пікети Глобального бізнес-центру — місця розташування фірм Плахотнюка. Коли 2016 року президент Ніколає Тімофті відмовив Плахотнюку в реєстрації кандидатом на пост прем'єра, у Кишиневі пройшли мітинги на підтримку і проти Плахотнюка, десятки тисяч людей протестували проти його кандидатури.
7 квітня 2017 року міністр МВС України Арсен Аваков заявив, що в результаті співпраці правоохоронців України та Молдови вдалося запобігти вбивству Плахотнюка. Протягом наступних тижнів у Молдові та Україні затримали 17 осіб у рамках розслідування замаху.
2019 року, після зміни влади в Молдові, Плахотнюк утік за кордон. У грудні стало відомо, що Плахотнюк попросив притулку в Україні.

## Політика
Увечері 19 листопада 2010 року на засіданні Політбюро Демократичної партії Молдови Плахотнюка включили до партійного виборчого списку під № 2. Він делегував керування своїм бізнесом менеджерам, щоб присвятити себе політиці. В грудні 2010 року став депутатом парламенту, в жовтні 2013 року склав депутатські повноваження. 30 грудня 2010 року Плахотнюка призначили заступником голови Демократичної партії Молдови і обрали першим заступником спікера парламенту Молдови, а також членом комісії парламенту з економіки, бюджету та фінансів. 19 травня 2011 року своїм президентським указом Маріан Лупу заснував Національну раду з питань судової реформи, у якій Плахотнюк став заступником голови.
У червні 2012 року Плахотнюк став першим заступником голови Демократичної партії Молдови. У грудні 2014 року Плахотнюк знову обирається депутатом парламенту, а в липні 2015 року знову здає свій мандат.
Демократична партія висунула Плахотнюка на пост прем'єр-міністра Молдови, але у січні 2016 року його кандидатуру відхилив президент Ніколає Тімофті, заявивши, що добропорядність кандидата не має викликати сумнівів. Пізніше Тімофті засумнівався у правильності своїх висновків щодо Плахотнюка. 24 грудня 2016 року в ході VIII з'їзду Демократичної партії Молдови Плахотнюка було обрано головою партії.

## Бізнес

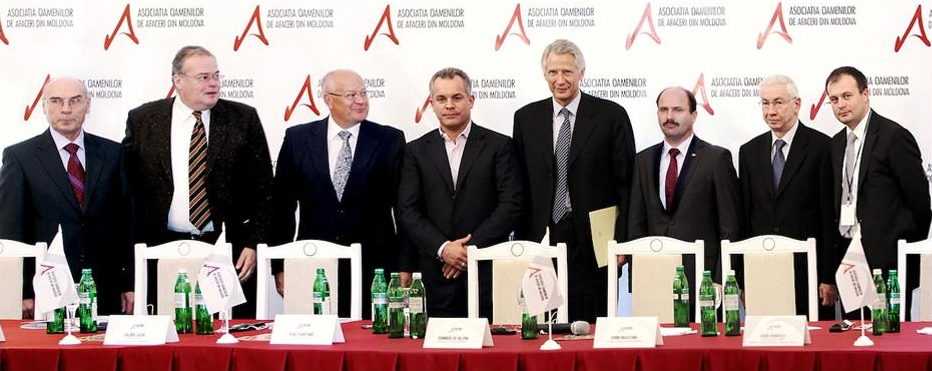
Започаткування Асоціації ділових людей Молдови (2011)

Підприємницька діяльність Плахотнюка охоплює такі галузі: нафтовий ринок, фінанси та банківська справа, готельний бізнес, ЗМІ та нерухомість. 2010 року заснував Асоціацію ділових людей Молдови (АДЛМ), яка за два місці провела міжнародний економічний саміт, у ньому взяли участь колишній міністр МЗС Франції Домінік де Вільпен, директор АДЛМ Андріан Канду, заступник прем'єр-міністра, міністр економіки та торгівлі Валеріу Лазар, директор Національного банку Молдови Дорін Дрегуцану. АДЛМ започаткувала співробітництво з Академією наук Молдови. 25 жовтня 2010 року АДЛМ вручила дипломи ста найкращим менеджерам Молдови.
Засновник фонду «Едельвайс», що спонсорує концерти та мистецькі заходи, підтримує молдовських спортсменів, допомагає людям із лікуванням тощо. Потерпілі від повені на річці Прут улітку 2010 року отримали допомогу фонду.Фонд відремонтував спальний корпус дитячого будинку «Блаженний Йосип».
2014 року «Едельвайс» почав кампанію «Оживай, Молдово», що зібрала 1 млн євро для реконструкції Інституту матері та дитини в Кишиневі.

## Розслідування

### Звинувачення у організації злочинного угруповання
У серпні 2019 року Тверський суд Москви заочно заарештував Плахотнюка за обвинуваченням в організації 2012 року злочинного угруповання. На думку російського слідства, група Плахотнюка займалася поставками наркотиків до Росії з Марокко через Іспанію. Угруповання, створене 2012 року, очолили кримінальний авторитет Олег Прутяну та інші особи з Молдови та Іспанії.

### Звинувачення у корупції та шахрайстві
2019 року проти Плахотнюка в Молдові відкрили кілька розслідувань за звинуваченнями у корупції, шахрайстві та відмиванні грошей.
22 липня 2025 року Плахотнюка було заарештовано в Греції. Того ж дня влада Молдови почала процедуру його екстрадиції. Під час обшуку його вілли і при арешті грецькі правоохоронці вилучили у нього 21 документ на посвідчення особи особу. Серед них: паспорти, посвідчення та водійські права Молдови, Румунії, Росії, України (закордонний та внутрішній паспорти), Болгарії, Іраку та Вануату. Серед них було 11 паспортів на різні громадянства, оформлених на Плахотнюка та його соратника Костянтина Цуцу.
Серед імен, використаних Плахотнюком, були: Аль Шахін Ферейдун Шахін Яко, Антоке Міхай, Таушанов Михайло, Кірсанов Станіслав та інші. Справжнє ім'я Плахотнюка зазначалося лише в молдовських документах. У румунських документах він фігурував як Михайло Антохе, українських — Михайло Таушанжі, болгарських — Михайло Таушанов, у російських — Станіслав Кірсанов. В іракських і вануатських документах Плахотнюк значився як AL Shaheen Fereyduon Shaheen Yako.

### Звинувачення у крадіжці $1 млрд
Молдовські правоохоронці пов'язують Плахотнюка з «крадіжкою століття», а саме викраденням понад $1 млрд з молдовських банків. У лютому 2025 року Інтерпол опублікував «червоне повідомлення» про його розшук.ї
18 травня 2020 року генеральний прокурор Молдови Олександр Стояногло заявив, що Плахотнюку було заочно пред'явлено звинувачення в причетності до крадіжки грошей з банків Молдови протягом 2014—2015 років. Молдова видала ордер на його арешт, але Інтерпол без пояснень відмовився включати Плахотнюка до міжнародного розшуку.

## Санкції
- 2020 року США ввели проти Плахотнюка санкції[85].
- 26 жовтня 2022 року Міністерство фінансів США запровадило проти Плахотнюка санкції через зв'язки з російським урядом[86][87].
- 9 грудня 2022 року потрапив під санкції Великої Британії[88].